# 초콜릿 칩 쿠키

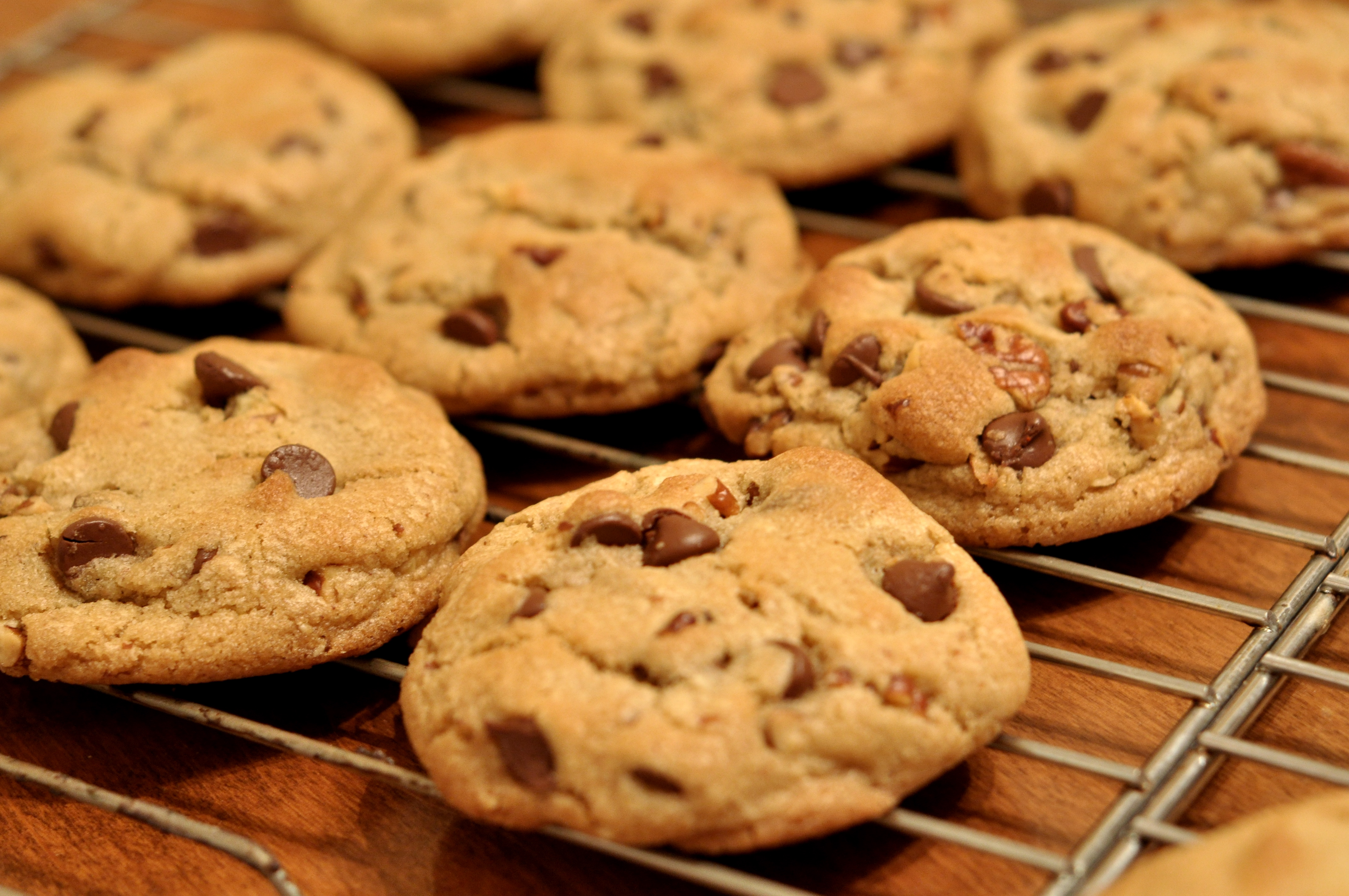
오븐 안의 초코 칩 쿠키들.

초콜릿 칩 쿠키(영어: chocolate chip cookie)는 밀가루, 버터, 달걀로 된 반죽 위에 초콜릿을 다진 것이나 초콜릿 칩을 얹어 구운 과자다. 초코 칩 쿠키로도 부른다. 1938년 미국 매사추세츠주에서 여관을 운영한 루스 그레이브스 웨이크필드가 처음으로 만들었다.

## 같이 보기
- 쿠키
- 초콜릿
- 초콜릿 칩
- 비스킷
- 반죽
- 후식